# Helmar Frank
Helmar Frank (Waiblingen, 19 febbraio 1933 – Paderborn, 15 dicembre 2013) è stato un matematico ed esperantista tedesco.
Professore di Cibernetica, cofondatore presidente dell'Accademia Internazionale delle Scienze San Marino. Tra il 1956 ed il 1957 ha conseguito il magistero in matematica e fisica. La sua vedova Věra Barandovská-Frank è esperantista e interlinguista.

## Biografia
Helmar Frank studia matematica, fisica e filosofia presso l'Università di Stoccarda, Tubinga e Parigi dal 1951 al 1958.
Nel 1956 supera l'esame per l'insegnamento di matematica e fisica che insegna nelle scuole superiori del Württemberg settentrionale. Nel 1958 esame di dottorato con Max Bense in filosofia.
Dal 1961 al 1963 è ricercatore associato nel gruppo di ricerca sulla cibernetica per le macchine per l'apprendimento presso l'Università di Karlsruhe. Nel 1963, all'età di 30 anni, è il più giovane professore in Germania a ricoprire la cattedra di scienze dell'informazione (in seguito cibernetica) presso la Facoltà di Pedagogia dell'Università di Berlino, dove fonda l'istituto per la cibernetica. Durante questo periodo definisce, tra l'altro, il concetto di cospicuità degli eventi.
Nel 1972 viene chiamato dall'Università di Paderborn dove dirige un famoso studio che dà il nome al Metodo Paderborn per l'apprendimento delle lingue.
Nel 1984 fonda l'Istituto di Cibernetica, dal quale sono stati resi noti i risultati dello studio.

## Attivismo
Helmar Frank è stato cofondatore presidente di lunga data della Accademia internazionale delle scienze di San Marino.
Alla fine degli anni '70 conduce un esperimento internazionale per indagare sul valore propedeutico dell'Esperanto. L'ipotesi (verificata) era che imparando un modello semplificato (in questo caso la lingua pianificata Esperanto), il materiale di apprendimento effettivo (nel caso in esame la lingua inglese) potesse essere appreso più facilmente e che il tempo di investimento per l'apprendimento del modello potesse essere recuperato dal guadagno ottenuto.
Il fatto che le sue teorie fossero state ignorate e non avessero portassero a un cambiamento nell'insegnamento della lingua venne da lui giustificato come "un silenzio di tomba, dovuto in parte alla malattia mentale (n.d.t dell'Europa?)"
Helmar descrive queste lezioni di orientamento linguistico dalla 3ª elementare come un'alternativa superiore ad altre forme di insegnamento delle lingue straniere. Egli afferma anche che le lezioni di lingua straniera dal primo anno di scuola (o prima), sarebbero anche politicamente e linguisticamente sbagliate e finirebbero inevitabilmente in una "catastrofe culturale" come un palese o mascherato tentativo di "sradicare la ricchezza linguistica interna europea".

## Premi
- Per i suoi meriti Frank Helmar ha ricevuto la croce al merito di prima classe della Repubblica Federale Tedesca.
- Nel 2004 la rivista La Ondo de Esperanto lo ha eletto "Esperantista dell'anno"[6].

## Opere
- Helmar Frank et al.: Kybernetik – Brücke zwischen den Wissenschaften (trad. Cibernetica - ponte tra le scienze). Umschau Verlag, Francoforte sul Meno 1962 (2ª edizione).
- Helmar Frank: Kybernetische Grundlagen der Pädagogik (trad. Fondamenti di pedagogia cibernetica). Agis-Verlag, Baden-Baden 1962.
- Brigitte Frank-Böhringer (Ed.): Rhetorische Kommunikation (trad. Comunicazione retorica). (Sviluppato dal gruppo di lavoro sulla retorica dal 1953 al 1959). Verlag Schnelle, Quickborn 1963.
- Kybernetische Analysen subjektiver Sachverhalte (trad. Analisi cibernetiche di fatti soggettivi). Verlag Schnelle, Quickborn 1964.
- Helmar G. Frank/Brigitte S. Meder: Einführung in die kybernetische Pädagogik (trad. Analisi cibernetiche di fatti soggettivi). dtv, Monaco 1971 (lingua tedesco).
- Frank, Helmar: Propedeŭtika valoro de Esperanto - Serta gratulatoria in honorem Juan Régulo, Università di La Laguna 1987.